# Gruccia

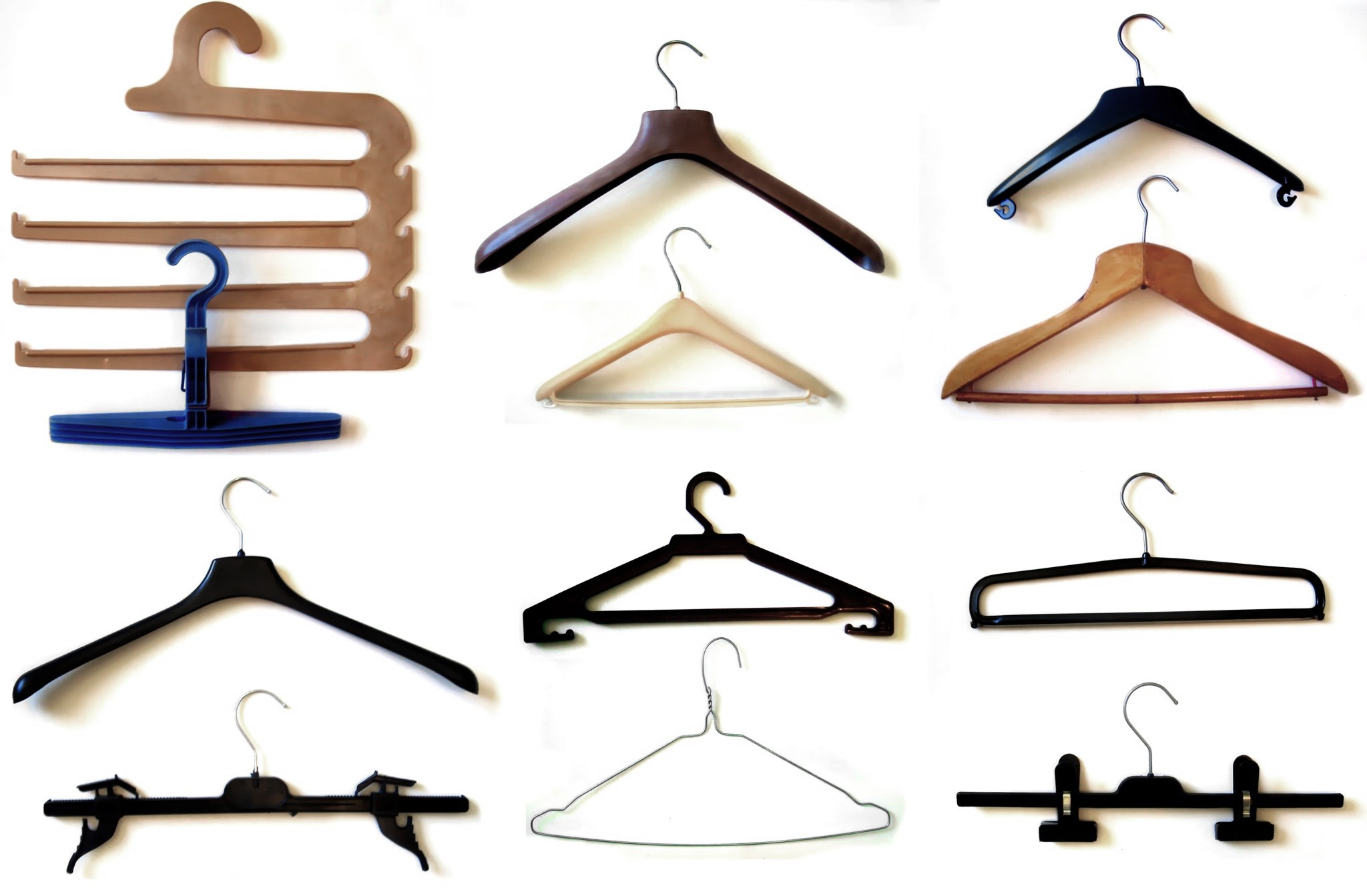
Varie forme di gruccia in vari materiali

La gruccia (dal germanico krukkja, al plurale grucce), chiamata anche appendino, appendiabiti, attaccapanni o cruccia, è un accessorio usato per reggere abiti al fine di stoccarli appesi in armadi o in appositi espositori.
Sinonimi diffusi nell'uso regionale sono ometto, omino, stampella.

## Storia
La storia della gruccia risale al XIX secolo, si narra che fu Thomas Jefferson (1743 – 1826) presidente degli Stati Uniti d'America e inventore (infatti inventò fra le altre cose un cifrario, noto all'epoca con il nome di Wheel Cypher, più tardi divenuto anche famoso come Rullo di Jefferson) ad inventare il prototipo del gancio di legno per i vestiti.
Quello a filo è stato ispirato da un appendiabiti che è stato inventato nel 1869 da O. A. dello stato del Connecticut. L'invenzione è stata poi attribuita ad un dipendente della Wire Timberlake e Novelty Company, Albert J. Parkhouse di Jackson, in Michigan.

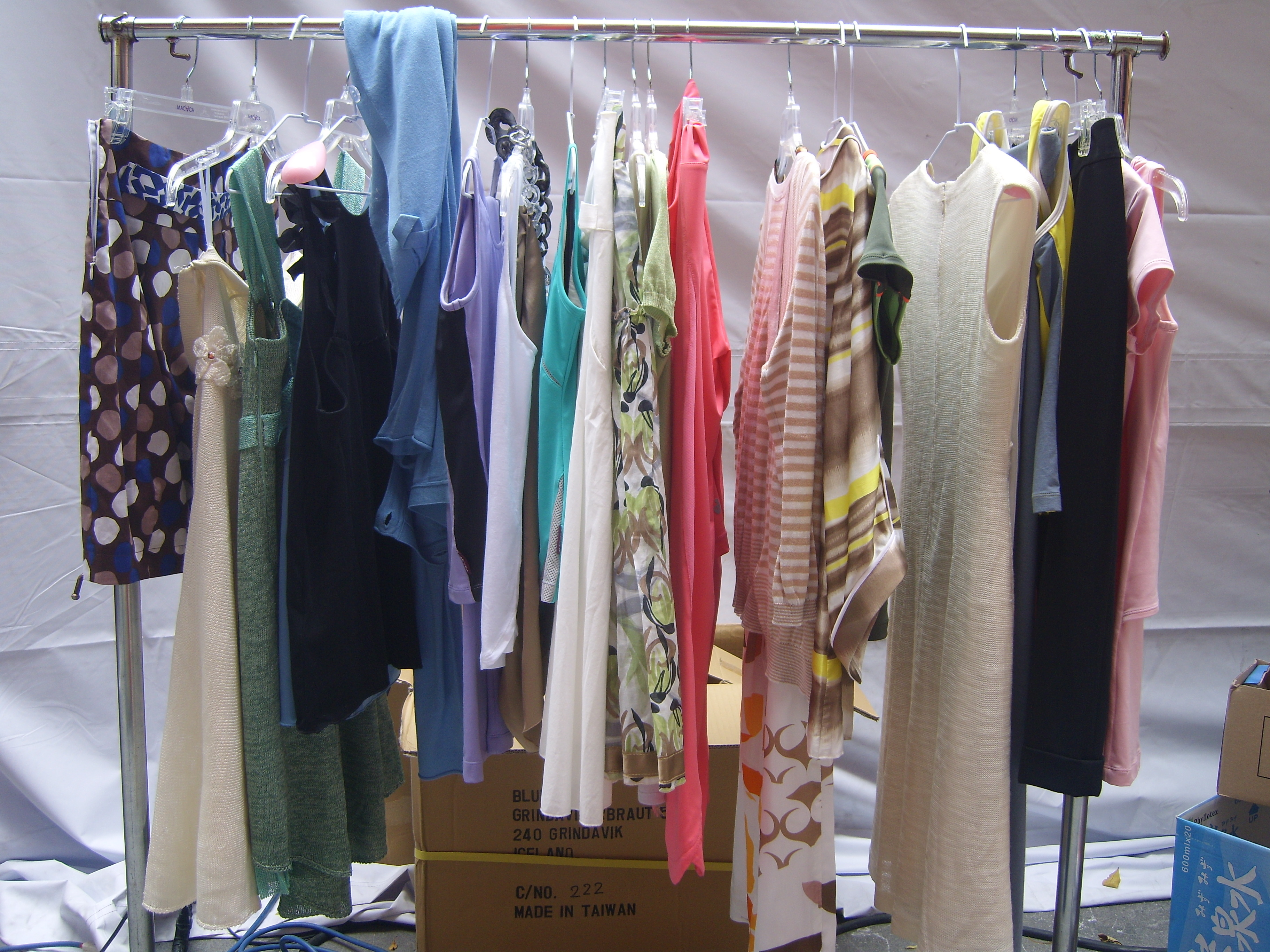
Grucce in un contesto di utilizzo

Nel 1906 Meyer May, un commerciante di Grand Rapids, Michigan, divenne il primo rivenditore di tali articoli.
Nel 1932 Schuyler C. Hulett brevettò una progettazione migliore che faceva prevenire le possibili pieghe, e nel 1935 Elmer D. Rogers aggiunse la barra inferiore.

## Tipologia

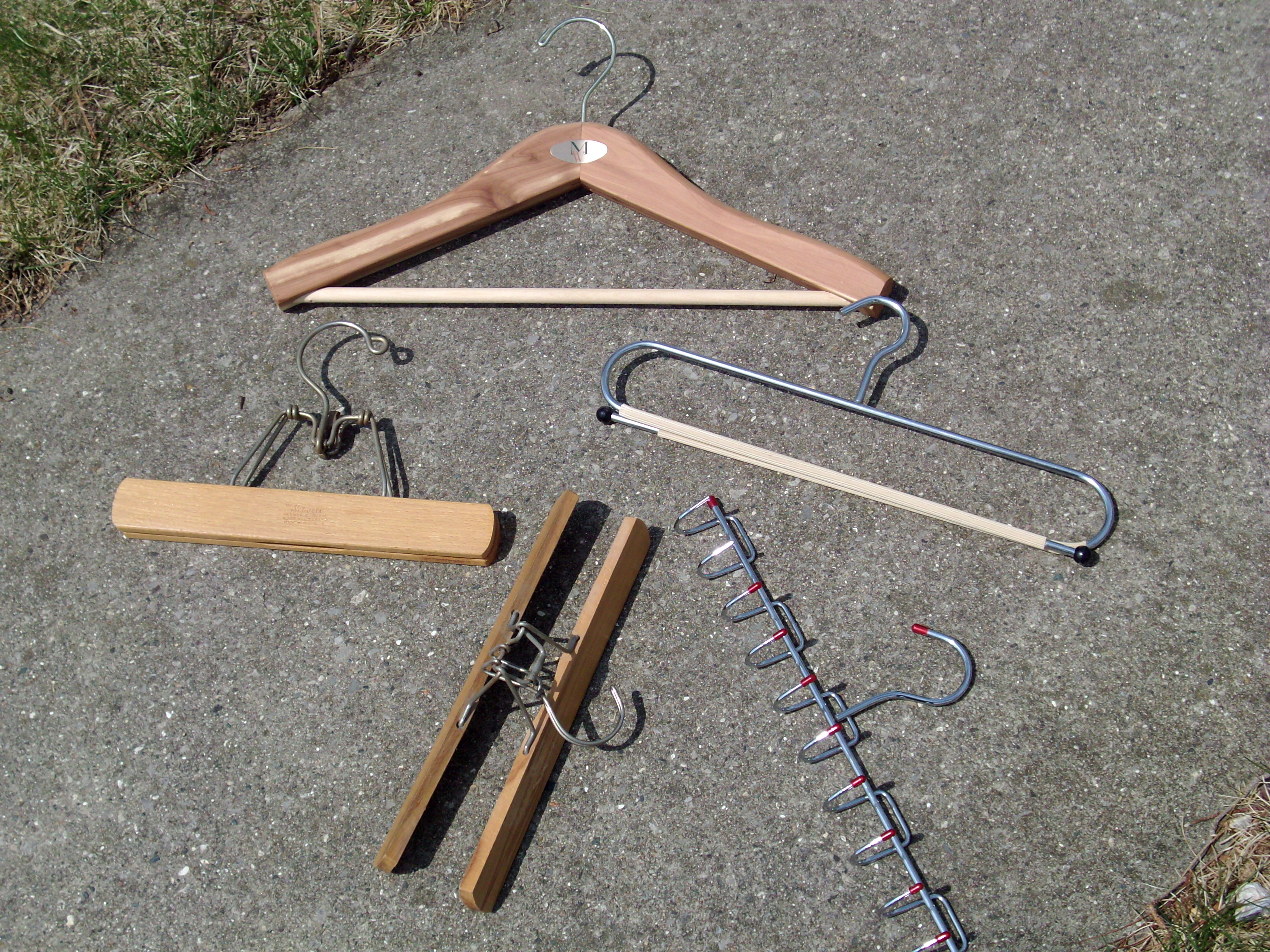
Immagine dei due tipi di gruccia

La gruccia può essere di vari tipi a seconda del tipo di abito che deve sorreggere e può avere:
- spalle, per appendere facilmente i vestiti senza sgualcirli, viene utilizzata per indumenti quali cappotto, giacca, maglione, camicia, ovvero quelli adibiti alle parti superiori del corpo a cui si può aggiungere una barra inferiore per appenderci pantaloni o gonne;
- morsetto a clip, barra inferiore o scorsoio, per appendere facilmente alcuni tipi di indumenti, quali pantaloni, gonne o kilt, ovvero quelli adibiti alle parti inferiori del corpo.

## Materiali
Quest'articolo può essere realizzato con diversi materiali, che in parte ne può vincolare la forma, il materiale più vincolante è il filo di ferro, che se realizzato tramite filo sottile permette solo la forma di triangolo, ma se viene utilizzato uno spessore maggiore può essere realizzato in varie forme, mentre il legno e la plastica vengono realizzati in diverse forme e varianti.

## Sinonimi
Il termine "gruccia" oltre al significato di appendiabiti ha anche il significato di stampella (inteso come strumento ortopedico di ausilio alla deambulazione), anche se è molto poco usato. Per questo motivo, in certe regioni italiane, l'appendiabiti viene spesso detto stampella.